# IMS 57
IMS 57 – terenowy samochód osobowy produkowany małoseryjnie przez rumuńską firmę IMS, skonstruowany na bazie radzieckiego GAZ-69. Był pierwszym samochodem terenowym firmy IMS/ARO i pierwszym seryjnie produkowanym w Rumunii samochodem osobowym po wojnie. 

## Historia
Po II wojnie światowej przemysł Rumunii początkowo nie produkował samochodów osobowych, które były głównie importowane z ZSRR. W latach 50. wojsko i służby państwowe eksploatowały duże ilości radzieckich samochodów osobowo-terenowych GAZ-69. W państwowych zakładach IMS (Intreprinderea Metalurgica de Stat) w Câmpulung podjęto początkowo produkcję części zamiennych do nich, a w dalszej kolejności zdecydowano rozpocząć wytwarzanie całych samochodów terenowych opartych na konstrukcji GAZ-69 i jego podzespołach. Powstały samochód, oznaczony IMS-57, nie był prostą kopią GAZ-69, rumuńscy konstruktorzy nie posiadali także jego dokumentacji, ani licencji (do której nie przykładano zresztą większej wagi między państwami socjalistycznymi).
Główną różnicę w stosunku do GAZ-69 stanowił rzędowy czterocylindrowy silnik benzynowy MAS, o smarowaniu rozpryskowym, wywodzący się z Forda A. Silnik miał większą pojemność 3260 cm³, lecz niższą moc 50 KM przy 2800 obr./min (GAZ-69: 2120 cm³ i 52 KM), przy znacząco wyższym zużyciu paliwa 24 l/100 km. Na podwoziu osadzano dwudrzwiowe metalowe nadwozie z brezentową plandeką, wizualnie odwzorowujące GAZ-69, lecz wykonane w innej technologii. Elementy nadwozia nie posiadały typowych dla GAZ-69 przetłoczeń, gdyż produkcja samochodu była małoseryjna i elementy z blachy wyklepywano ręcznie w drewnianych formach. Różnicę stanowiły także gęściej rozstawione szczeliny wentylacyjne po bokach maski. Element odróżniający od GAZ-69 i późniejszych rumuńskich samochodów stanowiło koło zapasowe umieszczone na lewym tylnym błotniku, natomiast przekładnia przedniego mostu napędowego umieszczona była po prawej stronie, jak w GAZ-69, a nie po lewej, jak w późniejszych samochodach rumuńskich. Pojedyncza wycieraczka szyby obsługiwana była ręcznie. Nadwozia (wraz z lakierowaniem) wykonywano w fabryce Motorca w Pitești. 
Wyprodukowano w 1957 roku 157 samochodów, w 1958 roku 760 samochodów i nieznaną ilość w 1959 roku (razem z M59, wyprodukowano wtedy 1405 samochodów). Łączną produkcję szacuje się na ok. 1500. W literaturze można spotkać informację o 914 pojazdach.

## Dane techniczne
Źródło:
- Masa całkowita: 2265 kg
- Masa użyteczna: 650 kg

- Silnik:
  - MAS - gaźnikowy, 4-suwowy, 4-cylindrowy dolnozaworowy rzędowy, chłodzony cieczą, umieszczony z przodu
  - Pojemność skokowa: 3260 cm³
  - Moc maksymalna: 50 KM przy 2800 obr./min
  - Stopień sprężania: 4,6:1
- Skrzynia przekładniowa: mechaniczna 4-biegowa
- Zawieszenie przednie i tylne: zależne, półeliptyczne resory wzdłużne.

- Prędkość maksymalna: 80 km/h
- Średnie zużycie paliwa: 24 l/100 km